# Sérgio Nogueira
Sérgio Luiz Seixas Francia Nogueira, detto Serginho (Belo Horizonte, 25 agosto 1978), è un ex pallavolista brasiliano, di ruolo libero.

## Carriera

### Club
La carriera di Sérgio Nogueira inizia a livello giovanile col Minas, club di Belo Horizonte, sua città natale. Nella stagione 1999-00 diventa professionista, vestendo la maglia dell'Ulbra. Già dalla stagione successiva, però, ritorna al Minas, col quale intraprende un nuovo lungo sodalizio di ben dieci stagioni: vince per tre volte la Superliga in sette finali disputate, ricevendo diversi riconoscimenti individuali; si aggiudica inoltre per ben sei volte il Campionato Mineiro e partecipa ad altri campionati statali, nei quali il Minas rappresenta altri club, vincendo così un Campionato Gaúcho e due edizioni del Campionato Paulista.
Nella stagione 2010-11 passa al Sada, club nel quale gioca per nove annate e nel corso delle quali si aggiudica sei scudetti, quattro Coppe del Brasile, tre Supercoppe e dieci edizioni del Campionato Mineiro in ambito nazionale; parallelamente, a livello internazionale, si aggiudica anche sei edizioni del campionato sudamericano per club e tre del campionato mondiale per club, impreziosendo le sue prestazioni con numerosi riconoscimenti individuali come miglior libero, miglior ricevitore o miglior difesa. Chiude la sua carriera giocando in Repubblica Ceca nel campionato 2019-20, dove prende parte alla Extraliga con il Frýdek-Místek.

### Nazionale
Nel 2001 debutta nella nazionale brasiliana, classificandosi al secondo posto alla Grand Champions Cup; un anno dopo partecipa invece alla World League, dove veste per l'ultima volta la maglia della nazionale.

## Palmarès

### Club
- Campionato brasiliano: 9

2000-01, 2001-02, 2006-07, 2011-12, 2013-14, 2014-15, 2015-16, 2016-17, 2017-18
- Coppa del Brasile: 4

2014, 2016, 2018, 2019
- Supercoppa brasiliana: 3

2015, 2016, 2017
- Campionato mondiale per club: 3

2013, 2015, 2016
- Campionato sudamericano per club: 6

2012, 2014, 2016, 2017, 2018, 2019
- Campionato Mineiro: 16

2000, 2001, 2002, 2005, 2006, 2007, 2010, 2011, 2012, 2013,
2014, 2015, 2016, 2017, 2018, 2019
- Campionato Gaúcho: 1

2000
- Campionato Paulista: 2

2005, 2006

### Premi individuali
- 2002 - Superliga: Miglior ricevitore
- 2003 - Superliga: Miglior difesa
- 2005 - Superliga: Miglior ricevitore
- 2006 - Superliga: Miglior ricevitore
- 2007 - Coppa del Brasile: Miglior ricevitore
- 2007 - Superliga: Miglior ricevitore
- 2009 - Superliga: Miglior difesa
- 2012 - Superliga Série A: Miglior difesa
- 2012 - Campionato sudamericano per club: Miglior libero
- 2012 - Campionato mondiale per club: Miglior ricevitore
- 2012 - Campionato mondiale per club: Miglior libero
- 2013 - Superliga Série A: Miglior difesa
- 2013 - Campionato mondiale per club: Miglior libero[1]
- 2015 - Superliga Série A: Miglior difesa
- 2016 - Campionato mondiale per club: Miglior libero
- 2018 - Campionato sudamericano per club: Miglior libero
- 2016 - Superliga Série A: Miglior difesa
- 2017 - Superliga Série A: Miglior difesa